# العورات (بدبدة)

تعديل مصدري - تعديل

العورات هي إحدى قرى عزلة بني معوض بمديرية بدبدة التابعة لمحافظة مأرب، بلغ تعداد سكانها 182 نسمة حسب تعداد اليمن لعام 2004.